# Snow Patrol
A Snow Patrol egy ír-skót együttes. 1993-ban alakultak meg a skóciai Dundee-ban. Eredetileg Shrug, illetve Polar Bear volt a nevük. Főleg alternatív rockot játszanak, de jelen vannak az indie-rock vagy a power-pop műfajokban is. Legismertebb daluk a "Chasing Cars".

## Tagok
Jelenlegi tagok: Gary Lightbody, Jonny Quinn, Nathan Connolly, Paul Wilson és Johnny McDaid. 
Volt tagok: Tom Simpson, Mark McClelland és Michael Morrison.

## Diszkográfia
Stúdióalbumok
- Songs for Polarbears (1998)
- When It's All Over We Still Have to Clear Up (2001)
- Final Straw (2003)
- Eyes Open (2006)
- A Hundred Million Suns (2008)
- Fallen Empires (2011)
- Wildness (2018)
- The Forest Is the Path (2024)